# 耶洛斯通 (印第安納州)
耶洛斯通（英語：Yellowstone）是位於美國印第安納州門羅縣的一個非建制地區。該地的面積和人口皆未知。